# Кандамо
Кандамо (ісп. Candamo, аст. Candamu) — муніципалітет в Іспанії, у складі автономної спільноти Астурія. Населення — 2180 осіб (2009).
Муніципалітет розташований на відстані близько 390 км на північний захід від Мадрида, 19 км на північний захід від Ов'єдо.
Муніципалітет складається з таких паррокій: Асес, Куеро, Фенольєда, Грульйос, Льямеро, Муріас, Прауа, Сан-Роман, Сан-Тірсо, Ель-Вальє, Вентоса.

## Демографія
Динаміка населення (INE ):

## Галерея зображень

Розташування муніципалітету
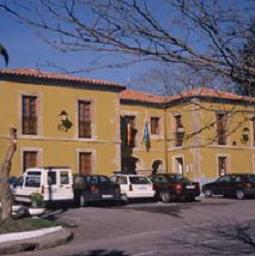
Муніципальна рада Кандамо у Грульйосі